# Cut (Unix)
O cut usado em sistemas operacionais UNIX, recebe uma entrada de um arquivo via canalização "|" e extrai campos específicos. 

## Exemplos
O comando abaixo extrai o campo 1 (field) do arquivo /etc/passwd cujo delimitador de campo é ":" (delimiter).
```
cat /etc/passwd | cut -d: -f1
```

o comando abaixo "corta" do campo 1 até o 3
```
echo 123456 | cut -c1-3
```

O comando abaixo "corta" do campo 3 até o final "-"
```
echo 123456 | cut -c3-
```

O comando abaixo indica o delimitador de campo -d":" como  sendo ":" 
e "corta" no campo 1 do arquivo /etc/passwd que contém a lista de usuários
de um sistema linux.
```
cat /etc/passwd | cut -d":" -f1
```

É possível ordenar a saída com o comando sort
```
cat /etc/passwd | cut -d":" -f1  | sort
```